# Garfield (New Jersey)
Pour les articles homonymes, voir Garfield.
Garfield est une ville américaine (city) située dans le comté de Bergen dans l’État du New Jersey. En 2010, sa population était de 30 487 habitants.

## Démographie
Selon l'American Community Survey, pour la période 2011-2015, 38,68 % de la population âgée de plus de 5 ans déclare parler l'anglais à la maison, 28,39 % déclare parler l'espagnol, 16,18 % le polonais, 4,55 % une autre langue slave (dont le macédonien et l'ukrainien), 2,32 % l'italien, 1,82 % une autre langue indo-européenne (dont l'albanais), 1,13 % le portugais, 0,92 % l'arabe, 0,80 % le russe, 0,52 % l'urdu, 0,46 % le grec, 0,46 % une langue chinoise, 0,35 % l’arménien et 3,82 % une autre langue.